# Pteropera grilloti
Pteropera grilloti är en insektsart som beskrevs av Donskoff 1981. Pteropera grilloti ingår i släktet Pteropera och familjen gräshoppor. Inga underarter finns listade i Catalogue of Life.